# Džanguli
Džanguli (Jānguli) je sanskrtki izraz, ki pomeni poznavalka strupa.
Džanguli, ki jo imenujejo tudi Mahavadja je pri budistih ženski transcedentni bodhisatva ter zavetnica pred kačjim ugruzom in zastrupitvijo.
Džanguli upodabljajo s tremi obrazi in šestimi rokami. Njena simbolna jezdna žival je pav, zunanja znamenja (atributa) pa sta glasbeni inštrument (vina) ali pa lotos.